# Ouroubono
Ouroubono är en ort i Burkina Faso.   Den ligger i regionen Boucle du Mouhoun, i den centrala delen av landet, 170 km väster om huvudstaden Ouagadougou. Ouroubono ligger 276 meter över havet och antalet invånare är 1 511.
Terrängen runt Ouroubono är platt. Närmaste större samhälle är Boromo, 5,1 km norr om Ouroubono.
Omgivningarna runt Ouroubono är huvudsakligen savann. Runt Ouroubono är det ganska glesbefolkat, med 34 invånare per kvadratkilometer.